# أندريا بيرك
أندريا بيرك هي لاعبة اتحاد الرغبي كندية، ولدت في 7 أبريل 1982 في كندا.